# Chandica lobophorina
Chandica lobophorina är en fjärilsart som beskrevs av Louis Beethoven Prout 1922. Chandica lobophorina ingår i släktet Chandica och familjen trågspinnare. Inga underarter finns listade i Catalogue of Life.